# Folke Sjöqvist
Fritz Gustav Folke Sjöqvist, född 28 maj 1933 i Västervik, död 30 mars 2020 i Hedvig Eleonora distrikt i Stockholm, var en svensk professor i klinisk farmakologi vid Karolinska institutet.
Sjöqvist studerade och disputerade 1962 vid Karolinska institutet i Stockholm på en avhandling om signalöverföring i autonoma nervsystemet. 1963–1965 var han gästforskare i USA, bland annat vid Johns Hopkins University i Baltimore. Med amerikanskt anslag startade han vid återkomsten till Sverige en enhet för klinisk farmakologisk forskning vid Karolinska institutet. 1970 blev han den första professorn i klinisk farmakologi vid Linköpings universitet, och 1972 blev han professor i samma ämne vid Karolinska institutet (Huddinge sjukhus).
Sjöqvist grundade läkemedelsinformationscentralen på Huddinge sjukhus, och var delaktig i utvecklingen av läkemedelskommittéer i Sverige, samt ämnet läkemedelsepidemiologi. Vidare var han ledamot i Karolinska Institutets Nobelkommitté mellan år 1972 och 1999.